# Atherimorpha villosissima
Atherimorpha villosissima är en tvåvingeart som beskrevs av Paramonov 1962. Atherimorpha villosissima ingår i släktet Atherimorpha och familjen snäppflugor. Inga underarter finns listade i Catalogue of Life.